# VG-lista
VG-lista — норвезький чарт. Щотижня чарт публікується газетою «VG» і програма «Norwegian Broadcasting Corporation» — Topp 20. VG-lista перший норвезький чарт, дані беруться з «Nielsen Soundscan International». Спочатку чарт мав 10 позицій, почався на 42 тижні 1958, згодом він розширився до 20 позицій, на 5 тижні 1995. На 1 тижні 1967 заснувався ще один чарт на 20 позицій, але він не схожий на перший чарт.